# Bracon tsukubai
Bracon tsukubai är en stekelart som beskrevs av Vladimir Ivanovich Tobias 2000. Bracon tsukubai ingår i släktet Bracon och familjen bracksteklar. Inga underarter finns listade.